# Adrian Vasile
Adrian Vasile (n. 14 octombrie 1982, în București) este un fost jucător și actualmente antrenor de handbal din România. În mai 2016, Vasile a câștigat, din postura de antrenor secund al CSM București, Liga Campionilor EHF Feminin. Din octombrie 2019, el este antrenorul principal al echipei.
Ca handbalist, Adrian Vasile a câștigat Cupa Challenge EHF în 2006, în timp ce juca la Steaua București.
Între 18 noiembrie 2017 și 22 noiembrie 2020, Adrian Vasile a fost antrenorul secund al echipei naționale a Muntenegrului, sub conducerea lui Per Johansson. Pe 19 ianuarie 2021 a fost numit antrenorul principal al echipei naționale a României.

## Palmares
Ca antrenor
- Liga Națională:
  -  Campion: 2015, 2016, 2017, 2018, 2021, 2023, 2024
  -  Locul 2: 2019, 2022

- Cupa României:
  -  Câștigător: 2016, 2017, 2018, 2019, 2022, 2023, 2024
  - Finalist: 2015, 2021

- Supercupa României:
  -  Câștigător: 2016, 2017, 2019, 2022, 2023, 2024
  - Finalist: 2015, 2018, 2020, 2021

- Liga Campionilor EHF:
  -  Câștigător: 2016
  - Locul 3: 2017, 2018

- Bucharest Trophy
  -  Câștigător: 2014, 2015

Ca jucător
- Liga Națională:
  -  Campion: 2008

- Cupa României
  -  Câștigător: 2007, 2008, 2009

- Cupa Challenge EHF:
  -  Câștigător: 2006

## Distincții
În 2016 i s-a decernat titlul de cetățean de onoare al municipiului București.